# SN 2000ec
SN 2000ec – supernowa typu Ia odkryta 21 października 2000 roku w galaktyce A021132-0413. W momencie odkrycia miała maksymalną jasność 22,70m.